# Jaszczurówka (Pogórze Wiśnickie)
Jaszczurówka (538 m) – wzniesienie nad miejscowościami Rupniów i Nowe Rybie w województwie małopolskim, w powiecie limanowskim, w gminie Limanowa. Według Jerzego Kondrackiego, autora naukowo opracowanej regionalizacji geograficznej Polski znajduje się na Pogórzu Wiśnickim.
Jaszczurówka to niewielkie wzniesienie całkowicie porośnięte lasem. Zachodnie stoki opadają do przełęczy, w siodle której znajduje się zabudowane centrum miejscowości Rybie Nowe z kościołem. Przez Jaszczurówkę nie prowadzi żaden znakowany szlak turystyczny. Ma jednak znaczenie topograficzne. Jego południowymi podnóżami, doliną potoku Przeginia, oraz zachodnimi, doliną Rybskiego Potoku prowadzi granica między Beskidem Wyspowym i Pogórzem Wiśnickim. Zachodnie podnóża trawersuje szosa z Piekiełka przez Nowe Rybie do Tarnawy.